# Битва при Нев-Шапель
Битва при Нев-Шапель (англ. Battle of Neuve Chapelle) — часть весеннего наступления союзников во время Первой мировой войны. Наступление британских войск, совместно с бельгийскими частями, проводилось с 7 по 13 марта 1915 года юго-западнее Лилля у деревни Нев-Шапель. Поставленной цели английские войска не достигли.

## Перед наступлением
С 16 февраля 1915 года французскими войсками проводилась наступательная операция в Шампани, встретившая упорное сопротивление немецких войск. Окопы, захваченные французами днем, в ходе ночных контратак отбивались германцами. Введение в бой в начале марта последних резервов не изменило положения.
С целью поддержать наступление французов британское командование приняло решение провести частное наступление у Нев-Шапеля, задействовав два армейских корпуса 1-й армии генерала Д. Хейга. Намерением командования было захватить немецкие позиции, образующие выступ, а затем и саму деревню, чтобы занять позицию на хребте Оберс, единственной высокой точке в регионе. Их захват мог нарушить немецкие линии связи между Ла-Басе и Лиллем. Отвлекающие действия должны были проводиться силами 2-й английской армии и бельгийскими частями. Французская армия оказывала поддержку в этом наступлении лишь артиллерией.

## Ход наступления

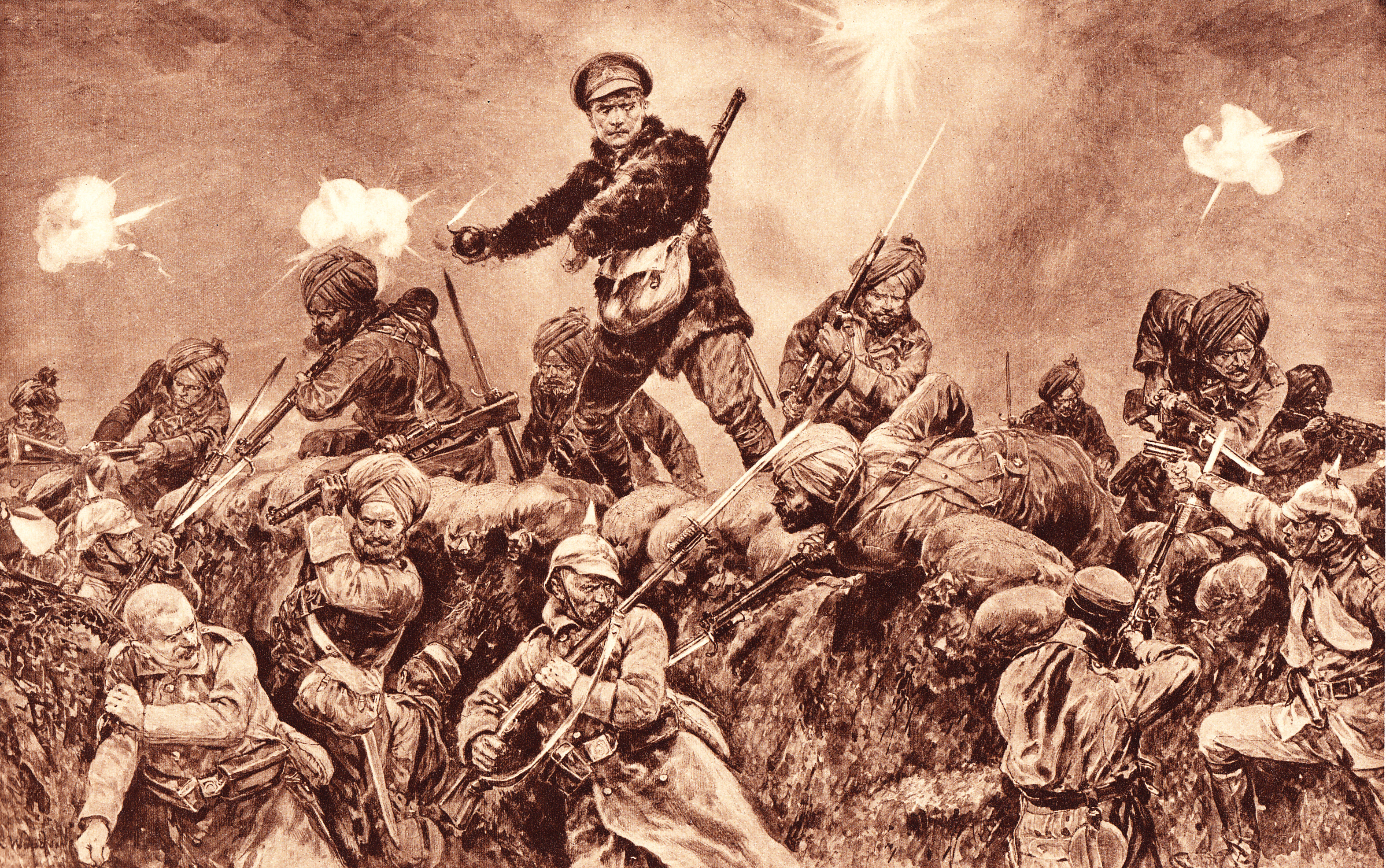
Атака индийских частей

7 марта после короткой 35-минутной артиллерийской подготовки из 343 орудий 48 батальонов англичан на фронте в 2 мили (до 3 км) неожиданно атаковали 3 батальона 7-го германского корпуса. Британская армия впервые применила непрерывный заградительный огонь: в заранее заданное время орудия сосредоточили огонь на одной цели, затем на другой, в то время как пехота продвигалась, чтобы занять ранее обстрелянную территорию. Без особого труда англичане заняли деревню Нев-Шапель и всю первую германскую позицию, но остановились перед второй позицией, чтобы подготовить новую атаку. В течение пяти часов они готовились к атаке. Это дало возможность немцам подтянуть резервы и организовать упорную оборону позиции. Последующие атаки англичан успешно отражались огнём и сильными контратаками резервов. 

## Результаты
Наступление англичан выдохлось. Британская армия потеряла около 13 000 убитыми и ранеными. Генерал Френч из-за потерь и недостатка снарядов был вынужден прекратить наступление. Частная, несогласованная в стратегическом плане операция англичан вскрыла всю пагубность разногласий среди союзников в вопросах ведения боевых действий.
В сражении при Нев-Шапель британским командованием впервые были опробованы тактические приёмы, которые затем всегда применялись, с внесенными усовершенствованиями, при последующих наступлениях: полная секретность при подготовке операции; войскам предоставлялись карты, на которых были отмечены рубежи, которые необходимо пройти (красными, синими линиями и т. д.); были разработаны планы бомбардировок с самолетов, хотя плохая погода помешала достижению цели. 

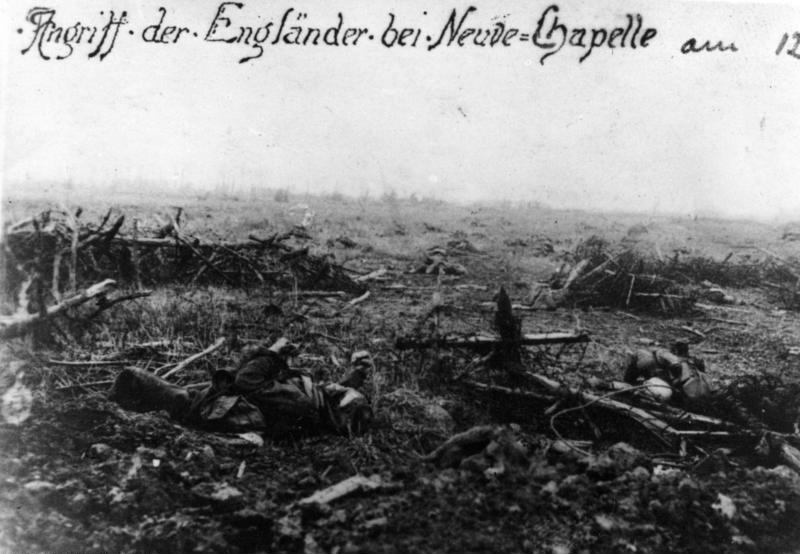
Поле после битвы

## В искусстве
Картина Джорджа Клаузена «Скорбящая юность» в символической форме изображает горе его дочери, жених которой погиб в сражении при Нев-Шапель и был похоронен на месте битвы.
Также битва при Нев-Шапель показана в игре, повествующей о событиях Первой мировой войны, Valiant Hearts: The Great War.